# Dècim Juni Silà Manlià
Dècim Juni Silà Manlià (en llatí Decimus Junius Silanus Manlianus) va ser un magistrat romà. Era fill del jurista Tit Manli Torquat (cònsol 165 aC), però va ser adoptat per Dècim Juni Silà.
Va ser pretor l'any 142 aC i va obtenir com a província Macedònia, on va cometre tants actes d'extorsió i robatori als seus habitants que aquests el van acusar davant el senat al seu retorn a Roma l'any 140 aC. El senat va encarregar la investigació al seu propi pare biològic a petició pròpia. Torquat va condemnar al seu fill i el va desterrar. Silà Manlià es va suïcidar i el seu pare ni tan sols va voler anar al funeral.